# ساسان قهرمان
ساسان قهرمان (۱۳۴۰- مشهد) نویسنده، شاعر، بازیگر، ناشر و روزنامه‌نگار ایرانی است. در بهار ۱۳۶۲ به دلیل فعالیت‌های سیاسی‌اش مجبور به ترک ایران شد و از ۱۹۸۴ در تورنتو زندگی می‌کند. نخستین رمان او «گسل» مورد توجه منتقدان قرار گرفت و نقدهای زیادی در مورد آن انتشار یافت. این کتاب در چاپ‌های متعدد در خارج از ایران منتشر شد اما هرگز امکان انتشار رسمی در ایران را نیافت. او برادر ساقی قهرمان است.

## زندگی
قهرمان در سال ۱۳۴۰ در مشهد در خانواده‌ای فرهنگی به دنیا آمد. مادرش آموزگار و شاعر و پدرش پزشک ارتش بود و به دلیل نقل و انتقالات مبتنی بر شغل پدر، دوران دبستان را نخست در مشهد، مزدوران (قرارگاهی نظامی بین مشهد و سرخس)، سپس در تهران و باز در مشهد گذراند، و سراسر دوران دبیرستان را در ارومیه سپری کرد. در دوازده سالگی در بدو ورود به ارومیه با تئاتر آشنا شد و طی یک دوره هشت ساله به آموزش و فعالیت در گروه‌های تئاتر خانه جوانان، اداره کل فرهنگ و هنر و کارگاه نمایش رادیو و تلویزیون ملی ایران پرداخت و پیش از ورود به دانشگاه (نخست رشته علوم سیاسی در دانشکده علوم اجتماعی، و سپس رشته بازیگری و کارگردانی در دانشکده هنرهای زیبا- دانشگاه تهران، مدتی به عنوان بازیگر و چهره‌پرداز در استخدام کارگاه نمایش بود. با تعطیلی دانشگاه‌ها در جریان «انقلاب فرهنگی»، تحصیل او در ایران نیمه‌کاره ماند، و اندکی پس از بازگشایی دانشکده هنرهای زیبا در بهار ۱۳۶۲، مجبور شد به صورت غیرقانونی ایران را ترک کند. او سال‌ها بعد در کانادا، تحصیلات دانشگاهی خود را در رشته ادبیات انگلیسی ادامه داد. در پی خروج از ایران، پس از سپری کردن حدود یک سال در ترکیه و ایتالیا، در تابستان ۱۹۸۴ به کانادا آمد و از آن زمان ساکن تورنتو بوده است. از فعالیت‌های فرهنگی او در تورنتو می‌توان به همکاری با انجمن‌های ایرانیان انتاریو، انجمن نویسندگان ایرانی در کانادا، روزنامه‌نگاری، تأسیس نشر افرا، تنظیم متن و اجرای مکرر نقالی «مجلس سهراب کشی» با نگرشی تازه به این شیوه بازیگری، تدریس زبان و ادبیات فارسی و همکاری با «باشگاه ادبی واژه» و «کلوپ ادبی کافه رنسانس» نام برد. او همچنین همکاری مستمری با گروه‌های تئاتری ایرانی به عنوان بازیگر، کارگردان و چهره‌پرداز داشته، به عنوان نویسنده یا انجام امور اداری و مدیریتی با نشریات سایبان و شهروند همکاری کرده، در سال‌های ۲۰۰۶ تا ۲۰۰۹ سردبیر نشریه اینترنتی دوزبانه «گذار» (چشم‌اندازی برای حقوق بشر و دموکراسی در ایران) بوده است و نیز نشریه فرهنگی اجتماعی سپیدار (مدیرمسئول، دبیر بخش اجتماعی، و سردبیر در دوره‌های دوم و سوم) را در سه دوره در فاصله ۱۹۹۲ تا ۲۰۰۵ منتشر کرده است. او همچنین دو دوره عضو هیئت دبیران و سخنگوی انجمن نویسندگان ایرانی در کانادا بوده است، و در سال‌های ۱۹۹۹ تا ۲۰۰۱، به عنوان عضو جایگزین در هیئت دبیران کانون نویسندگان ایران در تبعید، نماینده هیئت دبیران در آمریکای شمالی بوده است. او ضمناً عضو پن کاناداست و در سال ۲۰۰۵، به عنوان یکی از اعضای کمیته نویسندگان تبعیدی پن کانادا و در تقدیر از فعالیت‌های ادبی و هنری اش، یک ماه رزیدنسی در مرکز فرهنگی - هنری «بنف» را از این انجمن دریافت داشت تا به تکمیل رمان چهارم خود (بندباز آماتور) و ویرایش ترجمه انگلیسی رمان «کافه رنسانس» بپردازد.
تاکنون سه رمان «گسل»، «کافه رنسانس»، و «به بچه‌ها نگفتیم»، سه مجموعه شعر «سبز» و «رنگ» و «هفده روایت مرگ» (نشر اینترنتی) و مجموعه مقالات «نیم نگاه- سی مقاله در نگاه به فرهنگ و جامعه» به قلم او منتشر شده است و چهار اثر دیگر نیز شامل یک رمان، گزیدهٔ اشعار، مجموعه مقالات، و مجموعه داستان‌های کوتاه، در دست انتشار دارد. مهاجرت و علل و پی آمدهای آن و نیز مسائل اجتماعی و فرهنگی مرتبط با زنان مهم‌ترین موضوع آثار ساسان قهرمان را تشکیل می‌دهند. بکری تمیزی (منتقد و پژوهشگر) آثار او را طلیعه‌ای امیدبخش در «نگاه فمینیستی» نویسندگان مرد معاصر ایران خوانده است، و نویسندگان و منتقدان دیگری چون نازی عظیما، محمد فرخفال، پرویز همایون پور، نادر بکتاش، حسام صارمی و دنا رباطی نیز نگاه او به مسائل زنان در فرهنگ و جامعه را مثبت، دقیق و موشکاف ارزیابی کرده‌اند. ساسان قهرمان در سال‌های اخیر به آموزش داستان‌نویسی و شیوه‌های نقد و بررسی در کارگاه‌های آموزشی «کافه‌رنسانس آکادمی» و «فرهنگ خانهٔ ایرانی تورنتو» مشغول بوده است و در کنار فعالیت‌های اجتماعی، روی پنجمین رمان خود، تدفین، و و درسنامهٔ آشنایی با مقدمات داستان‌نویسی کار می‌کند.

### رمان
- ۲۰۱۶ - بندباز آماتور (نشر افرا)
- ۲۰۰۳ - به بچه‌ها نگفتیم (نشر افرا)
- ۱۹۹۷ - کافه رنسانس (نشر افرا - در ۲۰۱۶ تجدید چاپ شد)
- ۱۹۹۵ - گسل (نشر افرا - در سال‌های ۱۹۹۷، ۱۹۹۹، ۲۰۰۳ و ۲۰۱۶ تجدید چاپ شد)

### مجموعه شعر
- ۱۹۹۵ - سبز (نشر افرا)
- ۱۹۹۹ - رنگ (نشر افرا)
- ۲۰۰۸ - هفده روایت مرگ (نشر اینترنتی)
- ۲۰۱۷ - هفده روایت مرگ (نشر افرا)

### قصه کوتاه
- ۱۳۵۷ -آبی (مغاک، زمستان، یک شب بارانی، اگر باران ببارد، بهانه) - انتشار محدود در ایران - ۱۳۵۷
- عقرب (سرشت آسمان، خانه کنار دریا، عقرب، مهمانی، چمدان) - انتشار در نشریات
- قصه‌های بعد (در دست انتشار)

### متن نمایشی
- ۲۰۱۸ - سورپرایز پارتی (نمایش‌نامه)
- ۲۰۱۹ - Your Very Own Best Friend (نمایش‌نامه - انگلیسی- نشر افرا)
- دیوانگان (نمایشنامه)
- بشکن بشکنه، بشکن (نمایشنامه)
- یک شب (نمایشنامه)
- هراسه (فیلمنامه)

### مجموعه مقالات
- ۲۰۰۴ - زبان ما، از آغاز تا زمان ما (درسنامه برای آموزش زبان و ادبیات فارسی- طرح و ویرایش)
- ۲۰۰۲ - نیم نگاه (مهاجرت فرنگ، فرهنگ مهاجرت). سی مقاله در نگاه به فرهنگ و جامعه